# Toda Yoshiyasu
Toda Yoshiyasu (富田義泰, data de nascimento e morte desconhecida)  Foi um Kugyō (nobre) do período Kamakura da história do Japão. Foi quarto filho de Sasaki Yasukiyo. Senhor do Castelo Gassan Toda. Também era conhecido como Sasaki Kishiro. Sua posição oficial foi Saemon-nojo. 

## Fundador do Clã Toda
Quando seu irmão Enya Yoriyasu se instalou em Enya-no-sato, no condado de Mikado, na Província de Izumo e herdou o cargo de Shugo de Izumo de seu pai Yasukiyo. Mudou-se com o pai para as terras do avô Sasaki Yoshikiyo, o Castelo Gassan Toda. E acabou herdando este território. Com isso passa a tomar o nome Toda do castelo como nome do novo clã.
| Precedido por Ninguém | -- 1º Líder do Líder do Clã Toda | Sucedido por Toda Yasushige |